# Jan Vodňanský
Jan Vodňanský (19. června 1941 Praha – 10. března 2021) byl spisovatel, herec, písničkář a lidový filosof. Jeho texty jsou plné osobitého absurdního a intelektuálního humoru. Věnoval se také tvorbě pro děti (např. verše v časopise Mateřídouška).

## Rodina
V letech 1975–1981 žil (od 17. března 1977 v manželství) s psychoterapeutkou Jitkou roz. Schánilcovou (* 1943).
Jejich syn Tomáš (* 1977) je fotograf a v Praze 7 provozuje Café Lajka. S maďarskou bohemistkou Andi Haraszti měl syny Šimona, Mikeše a Viléma.

## Umělecká dráha
V roce 1965 vystudoval Fakultu strojní ČVUT a krátce pracoval jako projektant. Již od roku 1963 však publikoval své texty (např. v časopise Mladý svět). Ve stejné době se seznámil s hudebníkem Petrem Skoumalem, se kterým vytvořil na téměř 20 let autorskou dvojici. Vrcholem jejich tvorby byla jejich tři společná autorská představení v Činoherním klubu s Táňou Fischerovou, Miloslavem Štibichem a Leošem Suchařípou na přelomu 60. a 70. let (S úsměvem idiota, S úsměvem Donkichota a Hurá na Bastilu), reprízovaná v divadle Ateliér ve Spálené ulici v 70. letech až do zákazu činnosti.

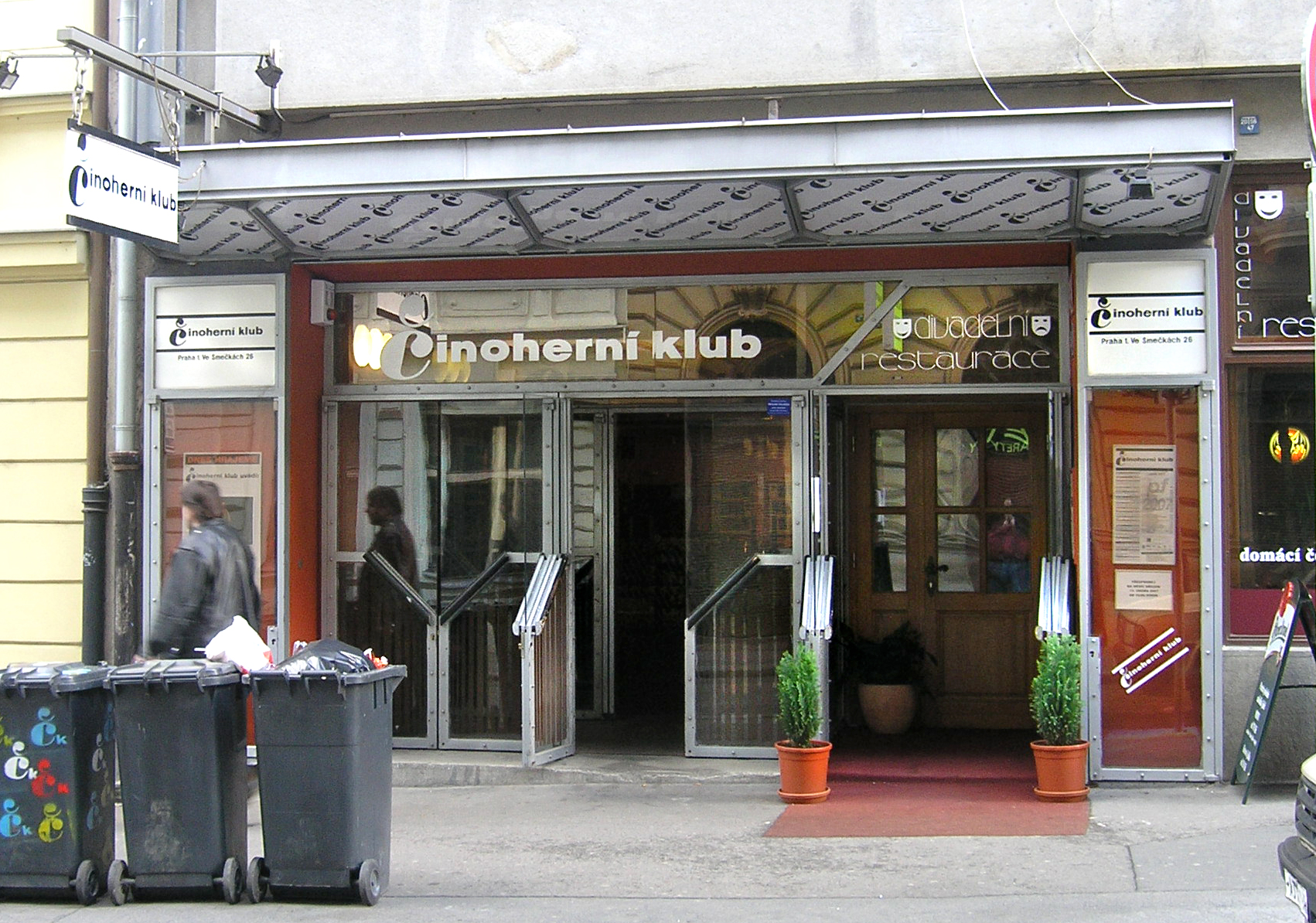
Činoherní klub v ulici Ve Smečkách, působiště Jana Vodňanského a Petra Skoumala na přelomu 60. a 70. let 20. století

V roce 1973 vystudoval dálkově ještě Filosofickou fakultu Univerzity Karlovy. Účinkoval s Petrem Skoumalem po klubech, psal básničky pro děti, texty k filmovým písním – především Přijela k nám pouť (1973) nebo Jen ho nechte, ať se bojí (1978). V roce 1975 byl vyslýchán Státní bezpečností, která se jej neúspěšně snažila donutit ke spolupráci. Na podzim 1977 podepsal Chartu 77, čímž si jej komunistický režim zařadil mezi nepřátele a jeho činnost byla dále omezována.
V 80. letech 20. století se věnoval prakticky jen tvorbě pro děti – vystupoval např. s Přemyslem Rutem a Světlanou Nálepkovou. Přesto se však veřejnost občas setkala s jeho tvorbou – např. v polovině 80. let se jeho písničku Jak mi dupou králíci podařilo „propašovat“ do silvestrovského vydání večerníčku Bob a Bobek – králíci z klobouku.
Po listopadu 1989 krátce obnovil svoji spolupráci s Petrem Skoumalem. Vydal kompilace své dřívější tvorby, ale stále vystupoval i v pořadech pro děti (např. v nedělních ranních pásmech Jůhele neděle nebo Studio Rosa).
Vodňanský se vždy vyjadřoval k aktuálním politickým tématům – např. v roce 2003 podepsal prohlášení S komunisty se nemluví a v roce 2009 se v rozhlasovém dokumentu Král na hrad přihlásil k monarchismu. Často vystupoval pro krajany v zahraničí, znal se dobře s Jiřím Voskovcem. V polovině 90. let přednášel na Univerzitě Karlově. Spolupracoval také s Ondřejem Neffem při propagaci internetu. Jeho uměleckou plastiku vytvořil na počátku nového tisíciletí český sochař Vladimír Preclík.
V roce 2018 Vodňanský ztvárnil ve filmu režiséra Tomáše Magnuska Kluci z hor roli majitele hotelu.

## Tvorba
Jan Vodňanský byl obdařen zcela originálním druhem osobitého intelektuálního humoru. Jeho texty pro dospělé by se daly charakterizovat jako jazykové hříčky (např. názvy knih Čerstvá zvěrstva nebo Sviňte to svinstvo!). Ke genezi těchto hříček Vodňanský sám řekl:
Hra se slovy – tak tomu jsem byl tak nějak geneticky vystaven. Od dětství, ještě než jsem uměl psát nebo číst, tak jsem se už víceméně inspiroval zvuky slov, jímž jsem ještě vůbec nerozuměl. Ta hra se slovy mě provází dodnes v nejrůznějších slovních hříčkách, které mě budí ze spaní, které mě nutí vytahovat zápisník a tužku třeba uprostřed masové hromadné dopravy, kdy se nemohu ani pohnout a musím si třeba rukou vytáhnout zápisník a zuby si vytáhnout tužku, abych si zapsal nápad, který je už jen jednou a nikdy se nevrátí, když není zaznamenán.

Vodňanský ve svých dílech často směšoval technické a filosofické roviny pohledu a docházel k absurdním nečekaným závěrům. Je to dobře patrné např. z názvů obrazů a artefaktů z fiktivní reportáže z galerie:
- Dáma na lovu s minometem a malým psíkem
- Královna Alžběta beseduje s traktoristy
- Dáma šlape na minu (mozaika)

Proslulé jsou i jeho patafyzické přednášky, kde vědecké metody a pojmy používá k popisu např. postavy Babičky Boženy Němcové, pohádkových postav ze Sněhurky a sedmi trpaslíků aj.

### Pro děti

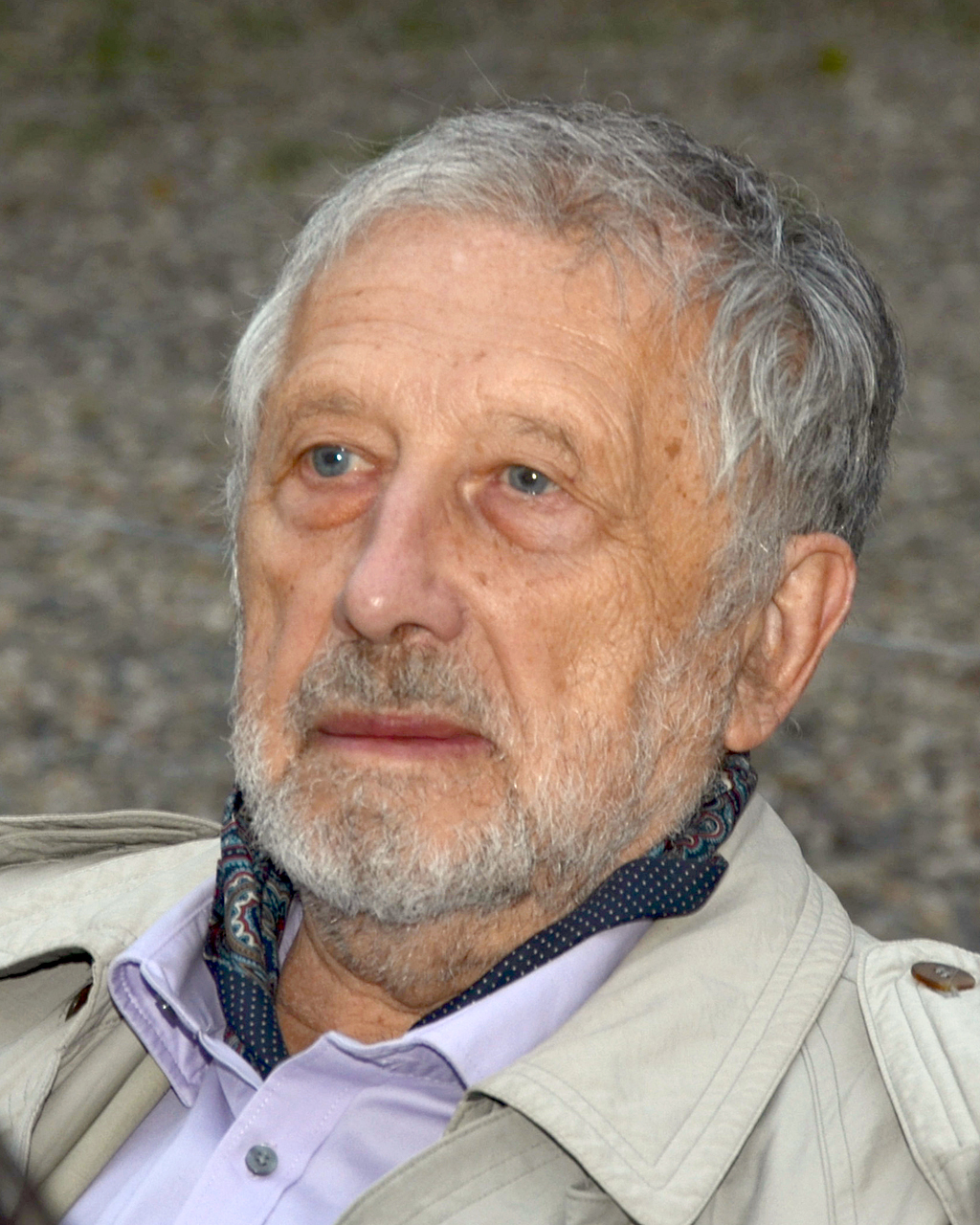
Jan Vodňanský (2017)

Ve svých dílech pro děti však samozřejmě tuto rovinu opouští a píše jednoduché, hravé a snadno zapamatovatelné verše. Některé z nich však promlouvají i k dospělým. Z nich nejznámější jsou asi jeho „králíci“:
Jan Vodňanský Jak mi dupou králíci
Ptáš se, jak mi dupou králíci:

skvěle – pojď si poslechnout,

sevřeně v trojstupu obcházejí chalupu,

smělý úsměv na líci – tak mi dupou králíci!

Ptáš se, jak mi dupou králíci:

skvěle – pojď si poslechnout,

stejný krok, stejný vous, každý láskou by tě kous',

v očích žár a pevný cíl – tak mi dupou králíci!
Jejich uši možná tuší více, nežli ti oči napoví,

formaci svou neporuší, no zkrátka už jsou takoví,

zoceleni jsou i v duši, ve své duši králičí,

bubny zní a srdce buší, kroky duní v jehličí,

kupředu levá a zpátky ani krok!

Poslední verš se před listopadem 1989 nemohl uvádět a např. ve zmíněném silvestrovském večerníčku byl nahrazen slovy „jen pro ten dnešní den stojí za to žít“.

### Diskografie
- Vodňanský & Skoumal : Život a dílo, Supraphon, 2008, 4 CD – obsahuje předešlá alba S úsměvem idiota, Hurá na Bastilu, S úsměvem Donkichota, Od půl jednej do čtvrt na tři a Večírek rozpadlých dvojic, soubor je doplněn dříve nevydanými písněmi. EAN 099925586027[11]

## Památka
V dubnu 2021 se městská část Praha 7 rozhodla pojmenovat po Janu Vodňanském nově budovanou školu v Holešovicích.